# Dajus profundus
Dajus profundus là một loài chân đều trong họ Dajidae. Loài này được Hansen miêu tả khoa học năm 1916.